# Aeroportul Røros
Aeroportul Røros (IATA: RRS, ICAO: ENRO) este un aeroport din Comuna Røros, Trøndelag, Norvegia ce deservește zona Comuna Røros. Aeroportul a fost tranzitat în 2022 de 13.950 de pasageri. A fost numit după zona deservită.
Situat la o altitudine de 626 m, aeroportul dispune de 1 pistă. Este operat de Avinor⁠(d).

## Infrastructură

### Piste
Aeroportul dispune de o singură pistă. Pista 13/31 are suprafața de asfalt și dimensiunile 1.720 m × 40 m. 